# 東斯特靈郡足球俱樂部
東斯特靈郡足球俱樂部（英語：East Stirlingshire FC)是位於蘇格蘭東斯特靈郡福爾柯克的一家足球俱樂部，成立於1881年，現參加蘇格蘭足球聯賽系統第五級別的低地足球聯賽。
東斯特靈郡於1900-01年加入蘇格蘭足球聯賽系統，歷史上曾獲得一次蘇格蘭足球乙級聯賽冠軍和一次亞軍，並兩次晉級頂級聯賽。俱樂部最高的聯賽排名是在1932-33和1963-64 兩個參加頂級聯賽的賽季中取得的。2016年，東斯特靈郡成為第一個被降離聯賽系統的俱樂部。
東斯特靈郡於1882年首次參加蘇格蘭盃，並曾三次進入四分之一決賽，最後一次是在1981年。俱樂部在國家杯比賽中的最佳成績是在2000-01賽季，當季俱樂部成功闖入了挑戰杯的半決賽，但在決賽中輸給了利文斯頓。2008年，俱樂部離開菲爾斯公園球場，遷至奧齊爾維尤公園球場，與斯滕豪斯繆爾俱樂部共用主場。自2018-19賽季開始遷至福爾柯克體育場，與相鄰的福爾柯克足球會共用主場。

## 歷史
東斯特靈郡俱樂部的歷史可追溯至1880年，當時福爾柯克的一家板球俱樂部成立了名為Bainsford Britannia的足球隊，並於1881年改名。

## 主要對手
東斯特靈郡的傳統競爭對手是福爾柯克。。兩家俱樂部均位於福爾柯克，舊主場菲爾斯公園球場和布羅克維爾公園球場相距不到0.8公里。
自19世紀末以來，兩隊一直在斯特靈郡杯等比賽中相互競爭。1900年，東斯特靈郡從蘇格蘭足球聯賽墊底降級，兩個賽季後，福爾柯克亦降級。1902年8月，在默奇斯頓公園舉行的首次聯賽，東斯特靈郡以0-2落敗。
此外,東斯特靈郡還與斯特靈郡許多老牌的足球俱樂部存在競爭，例如斯滕豪斯繆爾，和1945 年以來的斯特靈阿爾比恩與阿洛亞競技等。
2018年，東斯特靈郡與斯滕豪斯繆爾簽訂場地共享協議，開始使用奧奇維公園球場進行主場比賽。